# Mari Pehkonen
Mari Heini Emilia Pehkonen  (* 6. Februar 1985 in Tampere) ist eine ehemalige finnische Eishockeynationalspielerin. Zuletzt spielte sie in der Eishockeymannschaft des Providence College, die Friars.

## Karriere
Mari Pehkonen  begann ihre Karriere bei Tappara in ihrer Heimatstadt Tampere und debütierte 1998 im Alter von 13 Jahren in der Naisten SM-sarja, der höchsten finnischen Eishockeyliga. In der Saison 2003/04 war sie beste Scorerin des Teams. 2005 gewann sie mit dem U20-Team von Ilves Tampere die finnische Juniorenmeisterschaft, wobei sie beste Torschützin des Finalturniers wurde.
Im Jahr 2001 gehörte die zudem dem Kader der finnischen U17-Fußballnationalmannschaft an. Zwischen 2002 und 2005 spielte sie für das finnische U22-Eishockeynationalteam.
Für Finnland nahm sie an den Olympischen Winterspielen 2006 in Turin teil und erreichte mit ihrer Mannschaft den vierten Platz. Bei der Eishockey-Weltmeisterschaft der Frauen 2008 gewann sie mit dem Nationalteam die Bronzemedaille.

## Karrierestatistik

### International
(Legende zur Spielerstatistik: Sp oder GP = absolvierte Spiele; T oder G = erzielte Tore; V oder A = erzielte Assists; Pkt oder Pts = erzielte Scorerpunkte; SM oder PIM = erhaltene Strafminuten; +/− = Plus/Minus-Bilanz; PP = erzielte Überzahltore; SH = erzielte Unterzahltore; GW = erzielte Siegtore; 1 Play-downs/Relegation; Kursiv: Statistik nicht vollständig)